# رب (عصاره)

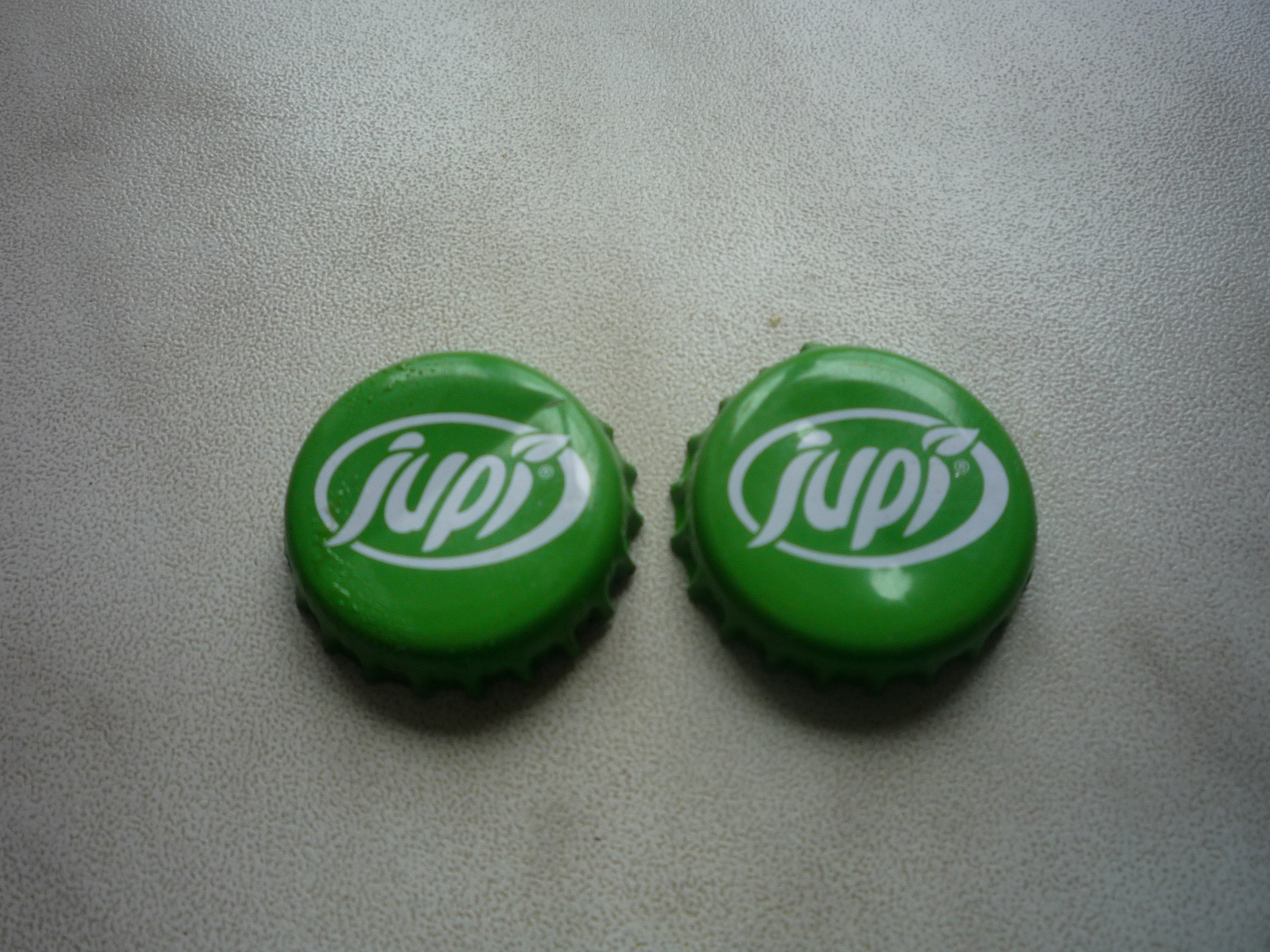
مجموعه ای از شربت های میوه غلیظ برای تهیه نوشیدنی ها با رقیق کردن آنها. دارای آب، بدون داشتن شیرین کننده‌های مصنوعی، دارای عطر و رنگ، مناسب برای تهیه کردن سیفون سودا طعم دار، دارای مواد معدنی یا آب آشامیدنی. افزودن شربت به پودینگ‌ها یک رسم از کشور جمهوری چک می‌باشد. برای تهیه سالاد هویج از شربت مخصوص با بتاکاروتن استفاده می شد.

ربّ، به ماده غلیظ حاصل از جوشانیدن قسمت گوشتی بعضی از میوه‌ها و ریشه‌ها گفته می‌شود.

## رُبّ میوه‌ها
- رُب گوجه‌فرنگی
- رُب انار

## رُبّ ریشه‌ها
- رُبّ شیرین بیان
- رُبّ ریوند